# Näset (Finström, Åland)
Näset är en halvö i Åland (Finland). Den ligger i den västra delen av landskapet, 22 km norr om huvudstaden Mariehamn. Näset ligger på ön Fasta Åland.